# 杨宗胜
杨宗胜（1906年11月—1981年1月24日），又名（今汨罗市神鼎山镇）晓富，男，湖南湘阴武昌庙乡神鼎山刘家冲（今属汨罗市神鼎山镇）人，中华人民共和国军事人物，中国人民解放军开国大校，曾任新疆军区生产建设兵团党委常委、副参谋长、副司令员，新疆维吾尔自治区政协副主席。

## 生平
家境贫寒，佃种地主田地及出外做短工维持生活。曾读私塾一年半，12岁辍学牧牛，帮父亲杨全清务工。
1930年7月任湘阴县第四区苏维埃政府赤卫大队大队长。8月，加入中国共产党，同时赤卫大队编入红十六军湘北独立团，历任班、排、连、营长。1932年12月十八师五十二团供给主任；1933年8月调任红十六军十七师五十团供给主任。1934年8月，与任弼时率领的湘赣苏区红军会师。10月任湘鄂川黔滇苏区财政部财政科长。1935年4月任红十八师供给部长、红六军团供给部会计科长。
抗日战争时期任八路军三五九旅供给部会计科科长、供给部副部长、独立四支队供给部部长、三五九旅供给部副部长、陕甘宁边区关中物资局局长。1944年11月9日任四科科长（后为副官长），随三五九旅南下，1945年3月30日杨宗胜、吴光远留在浏阳，任湖南人民抗日救国军第六支队司令员兼湘北军分区司令。将来时的两个连，扩编为3个连。第一连由胡政率领，活动于平江、长沙；第二连由刘瑞清率领，活动于低华岭、袁家铺、樟树港和东塘一带，侦察湘江渡口，准备船只，策应主力渡江南下；第三连连长游凯，在杨宗胜的直接领导下活动于长乐、新市、白水、川山、玉池、高坊一带。1945年8月日本投降，9月12日南下支队副司令员郭鹏化装来到汨罗，向杨宗胜传达王震、王首道关于第六支队迅速北返的命令。经过22天的紧急行军，胜利抵达湖北黄安县庙基弯，与主力部队汇合，三五九旅召开总结大会，王震、王首道、郭鹏、王恩茂赞扬杨宗胜率部“坚决执行了党的决议，运用毛主席的军事策略，胜利地完成党交给的光荣任务。”
1945年11月任三五九旅供给部政委。1946年7月中原突围，杨宗胜的独子杨应九在黄牛铺战斗牺牲，亲手把儿子埋葬。1947年任吕梁军区后勤部政委，、西北军区后勤部军需部部长兼政委、第一野战军第一兵团后勤部政委
1949年12月至1950年12月，任西南军区后勤部驻成都办事处处长、1951年1月西南军区后勤部运输部部长。1951年3月任总后财务部副部长、总后马政局局长。1956年调任新疆军区生产建设兵团副参谋长。1970年1月任兵团副司令员。1977年任新疆维吾尔自治区政协副主席。
1981年在乌鲁木齐军区西安第一干休所病逝。